# Empoasca alinka
Empoasca alinka är en insektsart som beskrevs av Irena Dworakowska 1981. Empoasca alinka ingår i släktet Empoasca och familjen dvärgstritar. Inga underarter finns listade i Catalogue of Life.